# Margaret Rhea Seddon
Margaret Rhea Seddon   (Murfreesboro, 8 de novembre de 1947) és una metgessa, cirurgiana i astronauta retirada estatunidenca. Després d'haver estat seleccionada com a part del primer grup d'astronautes a incloure dones, va volar en tres vols espacials del transbordador espacial com a especialista de missió per a la STS-51-D i la STS-40, i com a comandant de càrrega per a la STS-58. Tant abans com després de la seva carrera al programa d'astronautes, s'ha mantingut activa en la comunitat mèdica a Tennessee, Mississipi i Texas.

## Biografia
Seddon va néixer a Murfreesboro (Tennessee), on va assistir a l'escola catòlica St Rose of Lima i es va graduar a la Central High School el 1965. Va obtenir una llicenciatura en fisiologia per la Universitat de Califòrnia a Berkeley el 1970, i un doctorat en medicina per la Facultat de Medicina de la Universitat de Tennessee el 1973. Mentre era a la Universitat de Califòrnia, Seddon es va unir a la germandat Sigma Kappa.
Després de la facultat de medicina, Seddon fou, durant tres anys, metgessa resident en pràctiques, especialitat cirurgia general, a Memphis, amb un interès especial en la nutrició dels pacients amb cirurgia. Entre el període de les seves pràctiques i la seva residència, va exercir com a metgessa del departament d'emergències en diversos hospitals de Mississipi i Tennessee, i va exercir aquesta funció a la zona de Houston en el seu temps lliure. Seddon també ha realitzat investigacions clíniques sobre els efectes de la radioteràpia sobre la nutrició en pacients amb càncer.
Està casada amb l'astronauta Robert L. Gibson de Cooperstown, Nova York, amb qui té tres fills: Paul, Dann i Emilee.